# Еднопартийна система
Еднопартийната система е тип политическа система и форма на държавно управление, при която единствената политическа партия управлява страната, като всички държавни постове са заети от нейните членове, а опозиционните партии са забранени.

## Примери

### Страни с конституционно определена еднопартийна система
Даденият списък съдържа страни, които до 2007 г. са конституционно определени като еднопартийни и името на единствената партия на власт.
- Китай (Китайската комунистическа партия начело на Китайския народен политически консултативен съвет)[1]
- Куба (Кубинска комунистическа партия) [2]
- Еритрея (Народен фронт за демокрация и справедливост)
- Северна Корея (Корейска работническа партия)
- Лаос (Лаоска народна революционна партия)
- Сирия (Партия Баас начело на Национален прогресивен фронт)
- Туркменистан (Туркменистанска демократична партия)
- Виетнам (Виетнамска комунистическа партия)

### Страни с ефективна еднопартийна система
Различни законови или военни мерки осигуряват еднопартийно управление в тези страни.
- Мианмар
- Египет (Национална демократическа партия, като съществуват и други партии, но с различни забрани)
- Сахарска арабска демократична република на Западна Сахара се управлява изцяло от Фронт Полисарио. Провеждат се избори на всеки три години без опозиция.